# SN 2006fr
SN 2006fr – supernowa typu Ia odkryta 27 sierpnia 2006 roku w galaktyce A205030+0023. W momencie odkrycia miała maksymalną jasność 21,90m.